# Altostratus

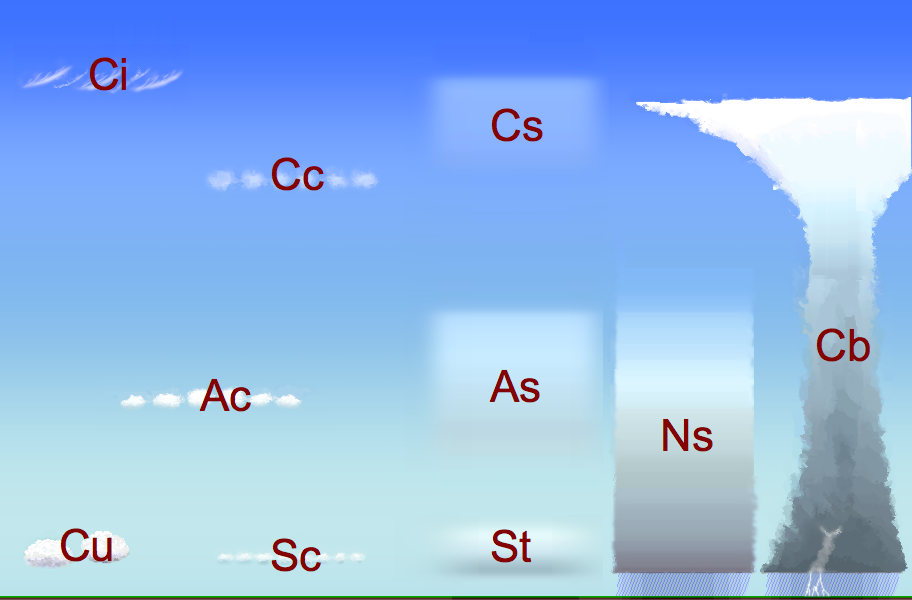
Mapa das nuvens. Nuvem Altostratus são abreviadas como AS.

Alto-estratos ou, em latim, altostratus são camadas cinzentas ou azuladas, muitas vezes associadas a Altocumulus; compostas de gotículas de água e cristais de gelo; não formam halo; encobrem o Sol e causam precipitação leve e contínua.
Os altostratus são nuvens compostas por gotículas de água e, às vezes, por cristais de gelo. Formam camadas cinzentas ou azuladas e monótonas, como um véu ou lençol fibroso estendido sobre uma área imensa, muitas vezes obscurecendo o Sol ou a Lua. Em algumas partes podem ser tão finas que o Sol se vê como através de um vidro fosco. Mas não se observam halos (como nos cirrostratus). 
Formam-se em massas de ar estável, quando a humidade é moderada e a temperatura é relativamente alta. Anunciam frequentemente a chegada de uma frente quente e podem ser acompanhadas de alguns chuviscos ou queda de neve.
Por vezes, as nuvens cirrostratus mais grossas são tomadas por altostratus. Mas os cirrostratus são em geral suficientemente translúcidos para permitem a penetração da luz do Sol ou da Lua. E os altostratus não produzem o efeito de halo, observado nos cirrostratus.

## Tipos
Tipos de nuvens Altostratus:
- Altostratus translucidus
- Altostratus opacus
- Altostratus duplicatus
- Altostratus undulatus
- Altostratus radiatus

## Fotos

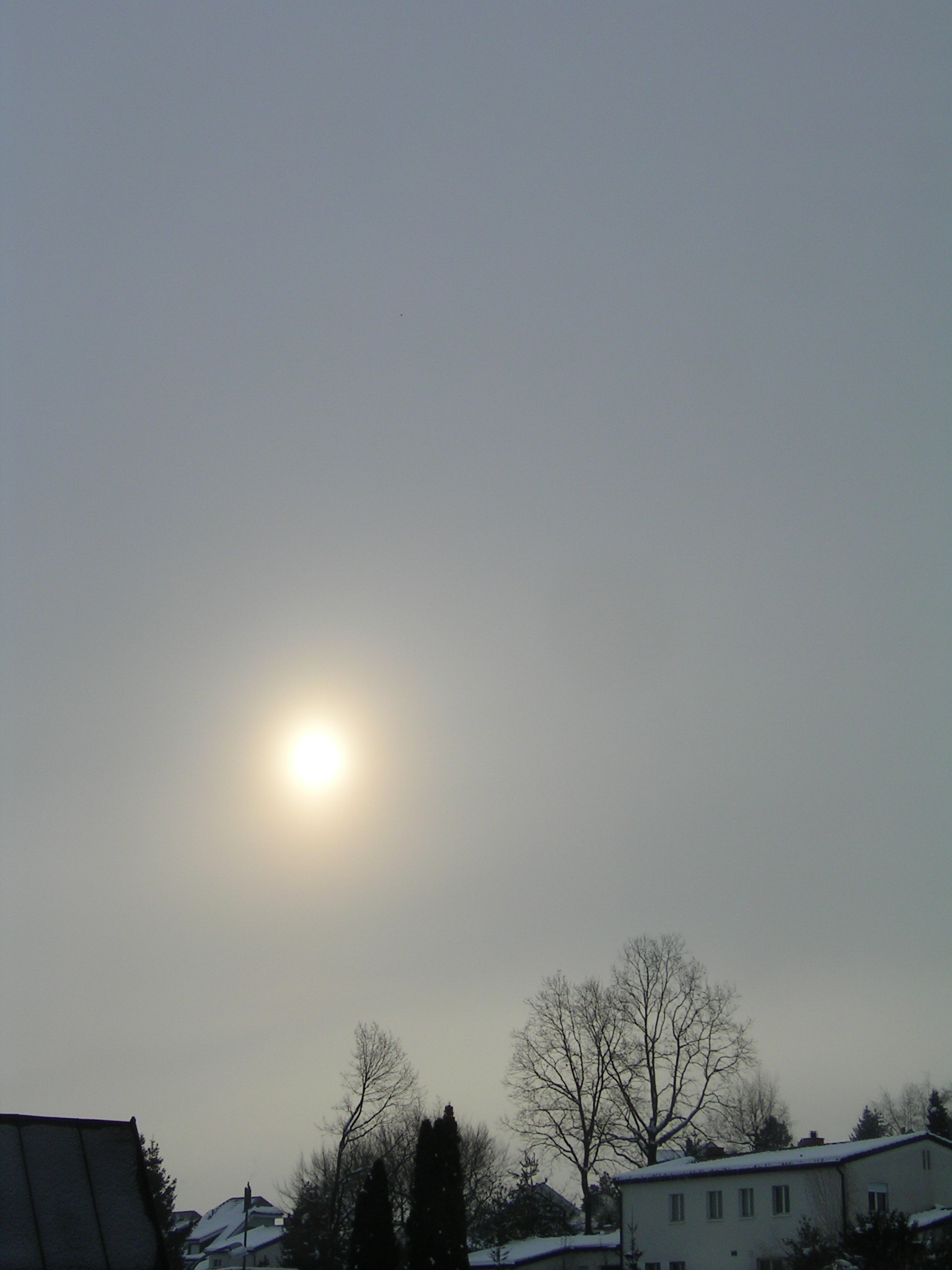
Sol difuso sob Altostratus
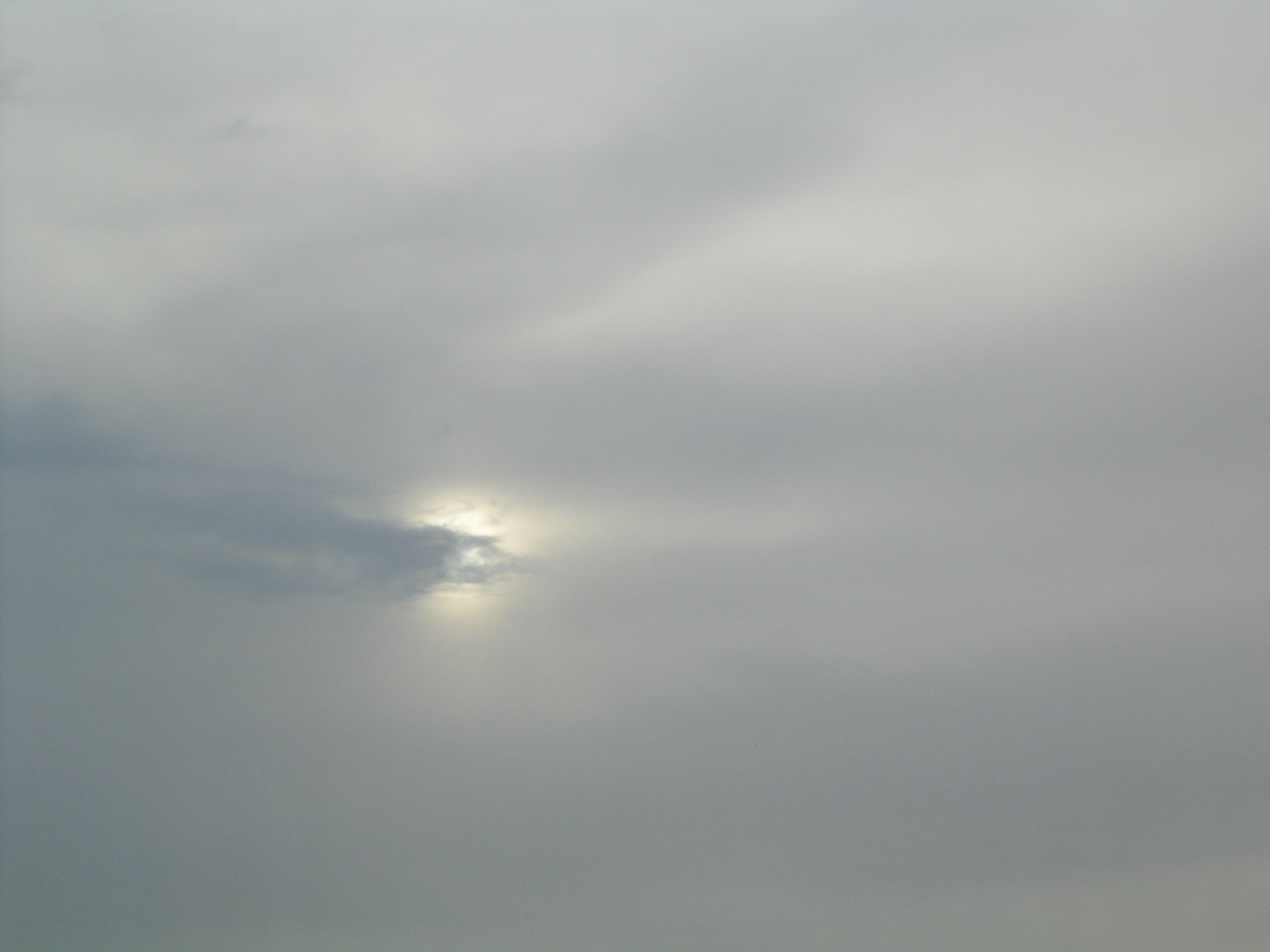
Sol escondido sob Altostratus
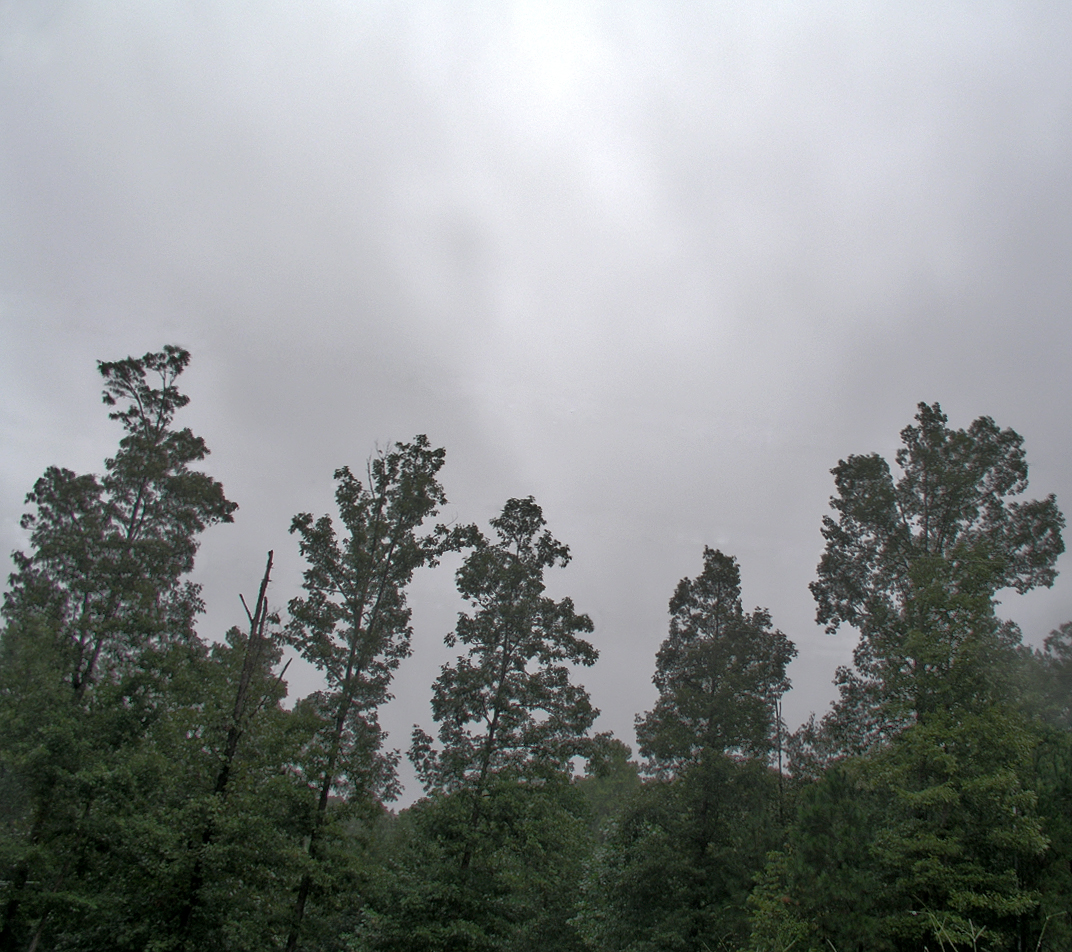
Altostratus
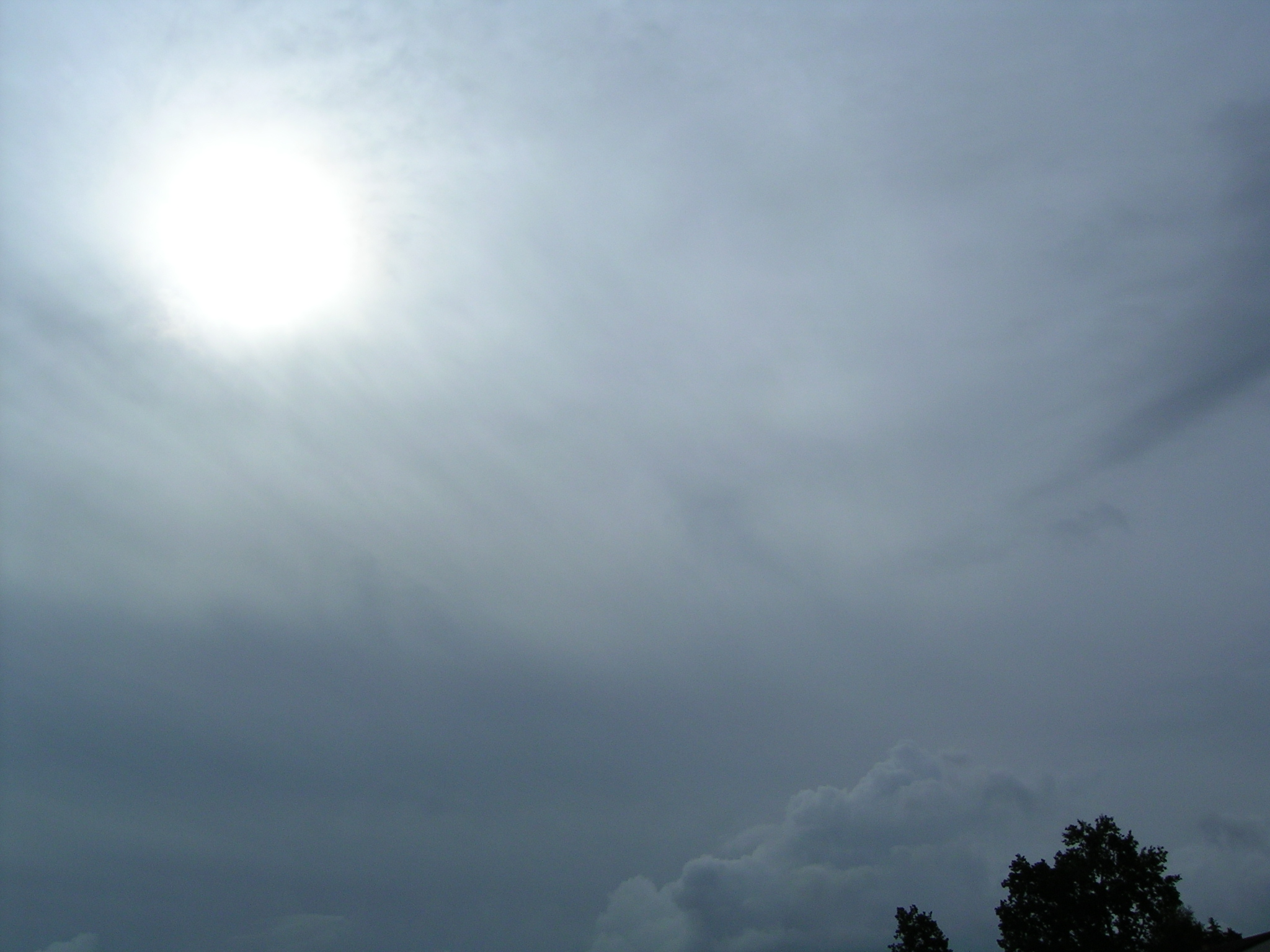
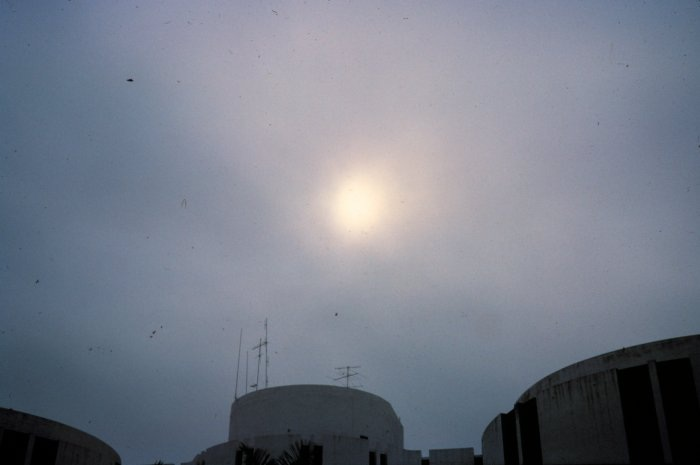